# Coursehorn
Coursehorn – osada w Anglii, w hrabstwie Kent, w dystrykcie Tunbridge Wells. Leży 20 km na południe od miasta Maidstone i 67 km na południowy wschód od centrum Londynu.